# Valor intrínsec (finances)
En finances, el valor intrínsec d'un actiu normalment es refereix a un valor calculat sobre hipòtesis simplificades. Per exemple, el valor intrínsec d'una opció es basa en el valor de mercat actual de l'instrument subjacent, però ignora la possibilitat de futures fluctuacions i el valor temporal dels diners.

## Opcions
Es diu que una opció té un valor intrínsec si l'opció està en els diners. Quan està fora dels diners, el seu valor intrínsec és zero. Per a una opció, el valor intrínsec és el mateix que el "valor immediat" o el "valor actual" del contracte, que és el benefici que es podria obtenir amb l'exercici de l'opció immediatament.
El valor intrínsec d'una opció in-the-money es calcula com el valor absolut de la diferència entre el preu actual (S) del subjacent i el preu d'exercici (K) de l'opció.
{\displaystyle IV_{\textrm {fora-dels-diners}}=0}
{\displaystyle IV_{\textrm {als-diners}}=\left\vert S-K\right\vert =\left\vert K-S\right\vert }
Per exemple, si el preu d'exercici d'una opció de compra és 1,00 € i el preu del subjacent és 1,20 €, aleshores l'opció té un valor intrínsec de 0,20 €. Això es deu al fet que aquesta opció de compra permet al propietari comprar les accions subjacents a un preu d'1,00, que després podrien vendre al seu valor de mercat actual d'1,20. Com que això els dona un benefici de 0,20, aquest és el valor actual ("intrínsec") de l'opció.
El preu de mercat d'una opció és generalment diferent d'aquest valor intrínsec, a causa de la incertesa. Les opcions són vàlides durant un període, de manera que els inventors poden comprar o vendre contractes d'opcions en la seva creença en la probabilitat que el valor de les accions canviï abans de la data de venciment de l'opció. Això s'anomena valor de temps de l'opció. Per exemple, mentre que una opció fora dels diners té un valor immediat o intrínsec de zero, ja que exercir l'opció no seria rendible en el moment actual, l'opció encara es podria vendre a un preu diferent de zero a un inversor que especuli que l'opció pot arribar a ser dins dels diners abans que caduqui, a causa d'un canvi en el valor de les accions subjacents. Això descriu el que va passar en un comerç d'opcions de GameStop que es va fer famós: un comerciant va gastar 53.000 dòlars comprant un gran nombre d'opcions de compra que eren extremadament barates, ja que estaven tan fora dels diners que altres comerciants pensaven que era molt poc probable que mai tindrien un valor intrínsec. Tanmateix, aquestes opcions tenien una data de caducitat molt en el futur, i dos anys més tard, les accions subjacents de GameStop van augmentar de valor, posant les opcions en els diners, que el comerciant va poder exercir per 48 milions de dòlars.

## Accions
En la valoració de la renda variable, els analistes de valors poden utilitzar l'anàlisi fonamental —a diferència de l'anàlisi tècnica— per estimar el valor intrínsec d'una empresa. Aquí la característica "intrínseca" considerada és la producció esperada de fluxos d'efectiu de l'empresa en qüestió. Per tant, el valor intrínsec es defineix com el valor actual de tots els fluxos d'efectiu nets futurs esperats a l'empresa; és a dir, es calcula mitjançant la valoració del flux d'efectiu descomptat.
Un enfocament alternatiu, encara que relacionat, és veure el valor intrínsec com el valor de les operacions en curs d'una empresa, en oposició al seu valor comptable basat en llibres o valor de ruptura. Warren Buffett és conegut per la seva capacitat per calcular el valor intrínsec d'un negoci i després comprar aquest negoci quan el seu preu està a un descompte del seu valor intrínsec.

## Béns immobles
En la valoració de béns immobles, es pot utilitzar un enfocament similar. Per tant, el "valor intrínsec" dels béns immobles es defineix com el valor actual net de tots els fluxos d'efectiu nets futurs que es perden en comprar un immoble en lloc de llogar-lo a perpetuïtat. Aquests fluxos d'efectiu inclourien el lloguer, la inflació, el manteniment i els impostos sobre la propietat. Aquest càlcul es pot fer mitjançant el model de Gordon.